# غراهام تي أليسون
غراهام تي أليسون (بالإنجليزية: Graham T. Allison) هو عالم سياسة وكاتب أمريكي، ولد في 23 مارس 1940 في تشارلوت في الولايات المتحدة.
اشتهر بمساهمته في أواخر الستينيات وأوائل السبعينيات في التحليل البيروقراطي لعملية صنع القرار وخاصة في أوقات الأزمات.
نشر كتابه «إعادة صياغة السياسة الخارجية: الارتباط التنظيمي» الذي تشارك في كتابته مع بيتر سزانتون في عام 1976 وكان له بعض التأثير على السياسة الخارجية لإدارة الرئيس جيمي كارتر الذي تولى منصبه في أوائل عام 1977. ومنذ عام 1970، كان أليسون أيضًا كان محللًا بارزًا في سياسات الأمن والدفاع الوطنية الأمريكية مع اهتمام خاص بالأسلحة النووية والإرهاب.

## فخ ثوسيديديس
في كتابه «الاتجاه نحو الحرب» "Destined for War" استخدم أليسون عبارة فخ ثوسيديديس أو مصيدة ثوسيديديس "Thucydides's Trap" التي تشير حسب قوله إلى النظرية القائلة أنه «عندما تهدد إحدى القوى العظمى بإزاحة قوى عطمى أخرى تكون الحرب بينهما حتمية». يتبع مصطلح أليسون النص القديم «تاريخ الحرب البيلوبونيسية» الذي كتب فيه ثوسيديدس «ما جعل الحرب لا مفر منها هو نمو القوة الأثينية والخوف الذي تسبب به هذا في سبارتا.» ظهر المصطلح في إعلان رأي مدفوع في جريدة نيويورك تايمز في 6 أبريل 2017 بمناسبة اجتماع الرئيس الأمريكي دونالد ترامب مع الرئيس الصيني شي جين بينغ الذي ذكر أن «كلا اللاعبين الرئيسيين في المنطقة يتقاسمان التزامًا أخلاقيًا بالابتعاد عن فخ ثوسيديدس». يؤكد أليسون على أن الظروف في بداية الحرب العالمية الأولى (تنطوي على مخاوف بريطانية بشأن ألمانيا) وحرب الخلافة الإسبانية وحرب الثلاثين عاما (بما في ذلك انعدام الأمن الفرنسي حول إمبراطوريات هابسبورغ في إسبانيا والنمسا) هي حوادث تطابق نظرية فخ ثوسيديديس.
انتقد عالِم الصينيات آرثر والدرون مفهوم فخ ثوسيديديس وتطبيق أليسون له على العلاقات بين الولايات المتحدة والصين في حين جادل آخرون بأن تفسير أليسون يتجاهل العديد من السوابق الآسيوية مع انعكاسات مختلفة تمامًا.

## وصلات خارجية
- غراهام تي أليسون على موقع IMDb (الإنجليزية)
- غراهام تي أليسون على موقع الموسوعة البريطانية (الإنجليزية)
- غراهام تي أليسون على موقع إن إن دي بي (الإنجليزية)
- غراهام تي أليسون على موقع قاعدة بيانات الفيلم (الإنجليزية)